# جاستن شايبو
جاستن شايبو (بالدنماركية: Justin Shaibu)‏ هو لاعب كرة قدم دنماركي في مركز الهجوم، ولد في 28 أكتوبر 1997 في كوبنهاغن في الدنمارك. لعب مع نادي برينتفورد ونادي بوريهام وود ونادي لينغبي ونادي والسول.

## وصلات خارجية
- جاستن شايبو على موقع قاعدة بيانات كرة القدم.إي يو (الإنجليزية)
- جاستن شايبو على موقع Soccerbase.com (لاعب) (الإنجليزية)
- جاستن شايبو على موقع Soccerway.com (الإنجليزية)